# 쩐민브엉
쩐민브엉(베트남어: Trần Minh Vương, 1995년 3월 28일 ~ )은 베트남의 축구선수로, 현재  호앙아인 잘라이 FC에서 활동하고 있는 공격형 미드필더이다. 그는 한때 전략적 사고와 기술, 특히 장거리 슛과 프리킥 능력으로 높이 평가받은 소수의 젊은 베트남 선수 중 한 명이었다.

## 수상

### 국가대표팀
베트남 U-19
- 아세안 U-19 챔피언십 : 준우승 (2014)

 베트남 U-23
- VFF 컵: 2018

 베트남
- 킹스컵 : 준우승 (2019)

### 개인
- 베트남 올해의 신인상 : 2013[6], 2014[7]